# Pavel Ploc
Pavel Ploc, né le 15 juin 1964 à Jilemnice, est un sauteur à ski tchèque, notamment deux fois médaillé olympique en individuel. Après sa retraite sportive, il est devenu entraîneur avant de s'engager en politique. Il est depuis juin 2006 élu à la Snemovna (chambre des députés tchèque) sous les couleurs des sociaux-démocrates du CSSD.

## Biographie
Son père aussi nommé Pavel est un biathlète.
En 1996, il open un bed and breakfast à Harrachov.

### Carrière sportive
Durant sa carrière sportive, il représente la Tchécoslovaquie jusqu'à la fin de sa carrière en 1991.
Il fait ses débuts internationaux lors de la saison 1981-1982.

### Carrière d'entraîneur
Jusqu'en 2002, il entraîne l'équipe nationale junior tchèque de saut à ski.

### Carrière politique
Bien que n'étant pas un politicien de premier plan, il a fait brièvement la une des journaux tchèques au lendemain des élections législatives du 4 juin 2006, après qu'il a reçu un appel anonyme lui proposant pour 5 millions de couronnes (environ 180 000 euros au cours de l'époque) de quitter son parti pour rallier l'autre camp. L'auteur de l'appel téléphonique n'a pas été identifié et n'a pas été retrouvé, et l'histoire a vite été oubliée.

## Palmarès

### Jeux olympiques
| Épreuve / Édition | Sarajevo 1984 | Calgary 1988 |
| Petit tremplin    | 14e           | Argent       |
| Grand tremplin    | Bronze        | 5e           |
| Par équipes       |               | 4e           |

### Championnats du monde
| Épreuve / Édition | Engelberg 1984 | Seefeld 1985 | Oberstdorf 1987 | Lahti 1989 | Val di Fiemme 1991 |
| Petit tremplin    |                | 57e          | 8e              | 7e         | 61e                |
| Grand tremplin    |                | 20e          | 14e             | 8e         | 26e                |
| Par équipes       | Bronze         | 4e           | 4e              | Bronze     | 5e                 |

### Championnats du monde de vol à ski
| Épreuve / Édition | Harrachov 1983 | Planica 1985 | Kulm 1986 | Oberstdorf 1988 | Vikersund 1990 |
| Individuel        | Argent         | Bronze       | 22e       | 4e              | 14e            |

### Coupe du monde
- 2e du classement général en 1988.
- 3e du classement général en 1984.
- 26 podiums individuels : 10 victoires, 9 deuxièmes places et 7 troisièmes places.

#### Victoires individuelles
| Année | Lieu                                                           |
| 1983  | Harrachov (Tchécoslovaquie)                                    |
| 1984  | Lillehammer (Norvège), Planica (Yougoslavie)                   |
| 1986  | Garmisch-Partenkirchen (RFA)                                   |
| 1988  | Lake Placid x2 (États-Unis), Oberstdorf (RFA), Gstaad (Suisse) |
| 1989  | Liberec (Tchécoslovaquie)                                      |
| 1990  | Solleftea (Suède)                                              |